# S/S Fortuna
S/S Fortuna är en ångbogserbåt.
Fortuna levererades till Hudiksvall Steam Sawing Mill Company Limited of London (Engelska bolaget) i delar till Hudiksvall och monterades i Hamre i Forsa. Hudiksvalls Trävaru AB, som det efterträdande bolaget hette, använde henne till 1878 som bogserbåt på Dellen och på Tamms kanal, i slussarna från Forsa ångsåg ner till Forsa station.
Därefter flyttades Fortuna per järnväg till Hudiksvall. Efter ett haveri 1880 på Vintergatsfjärden byggdes Fortuna om genom att avkortas tre meter och hon fick också en ny ångmaskin. Hon användes i yrkestrafik till 1961.
År 1999 inköptes hon av Stiftelsen Hudiksvalls Bruksminnen och har numera Moviken som hemmahamn.

## SS Fortunas vänneräven
- M/S Dellen